# كيث بيرد
كيث بيرد (بالإنجليزية: Keith Baird)‏ هو لغوي أمريكي، ولد في 20 يناير 1920 في سانت توماس، بربادوس ‏ في باربادوس، وتوفي في 13 يوليو 2017 في أتلانتا في الولايات المتحدة.